# 西本英雄
西本 英雄（にしもと ひでお、1968年11月27日 - ）は、日本のギャグ漫画家。富山県黒部市出身。『月刊アフタヌーン』（講談社）誌上において『もう、しませんから。 〜アフタヌーン激流編〜』を連載。

## 略歴
- 1990年 - 『マガジンSPECIAL』で『ポッキリ劇場』を1年ほど[要追加記述]連載。
- 1991年 - 『週刊少年マガジン』で『ポチのへなちょこ大作戦』連載開始。
- 1995年 - 『へなちょこ大作戦Z』にタイトル変更。
- 2003年 - 『へなちょこ大作戦Z』連載終了。
- 2004年 - 『もう、しませんから。』連載開始。
- 2007年 - 『月刊アフタヌーン』で『元祖ユルヴァちゃん』（幸村誠の漫画『ヴィンランド・サガ』のスピンアウト作品）連載開始。
- 2010年 - 『元祖ユルヴァちゃん』連載終了。
- 2012年 - 『もう、しませんから。』終了、『ちょっと盛りました。』連載開始（にしもとひでお名義、実質的には左記の改題）。
- 2014年 - 『ちょっと盛りました。』連載終了。
- 2015年 - 『月刊アフタヌーン』で『そろそろ家の話をしましょう。』連載開始。
- 2016年 - 『そろそろ家の話をしましょう。』連載終了。
- 2017年 - 『月刊アフタヌーン』で『もう、しませんから。 〜アフタヌーン激流編〜』連載開始。

## 人物
- アダ名は「ポチ」。名付け親は森川ジョージの師匠のしげの秀一。連載終了した漫画作品『もう、しませんから。』の中では、同じ『マガジン』連載の漫画家森川ジョージなどによくいじられているが、当人同士の仲は良好である。
- 阪神タイガースファンであり、好きな選手は関本賢太郎。
- 愛車はホンダ・フィット。
- 富山の高校を卒業後、群馬県にあるスバル（富士重工業）本工場で1年間スポット溶接の仕事をしていた。
- 漫画家になったのはスバルの寮で一緒の部屋に住んでいた社員が漫画家を目指しており、その社員に漫画を教わったことがきっかけであることを『もう、しませんから。』で明かしている。
- 連載漫画では本人の写真がよく掲載されるほか、公式サイト『WEBもうしま』では本人の動画も公開されていた（現在はマガメガからのリンクが外されているが、不定期で更新している）。また『もう、しませんから。』に関連し、テレビや映画出演、音楽活動など漫画以外の分野でも幅広く活動している。
- 背景やコマの一部分にお笑い芸人の名前やライブ情報などを描いていた事がある。
- 『元祖ユルヴァちゃん』第1巻で既婚であることと子供がいることを報告している。しかし『もう、しませんから。』ではFile.282まで報告せず、自動車会社の雑誌のインタビューで「嫁と子供と一緒に愛車でドライブに行く」と答えたことから知られるようになった（本人いわく「誰も聞かないから（答えなかった）」）。なお、この時点（2010年10月）で子供は6歳であることから『もう、しませんから。』の連載開始前後に子供が誕生したことになる。
- 『へなちょこ大作戦』執筆の頃に芸人草野球チームに所属していたことがあり、カンニング竹山とは無名時代からの友人でもある。
- 『ACMA:GAME』の原作者であるメーブが西本の大ファンであり、子供の頃『もう、しませんから。』で描かれた森川ジョージに怒りを覚え、父親が持っていた『はじめの一歩』の単行本全巻を捨てようとしたエピソードを『ちょっと盛りました。』で明かしている。

## 作品リスト

### 漫画
- ポッキリ劇場
- ポチのへなちょこ大作戦（全3巻）
- へなちょこ大作戦Z（全14巻） 
  - 金のへなちょこ（全3巻）※へなちょこ大作戦Zの傑作選
  - 金のへなちょこおかわり（全2巻） ※上と同様の傑作選
- 爆笑問題のきょうのジョー（全4巻・挿絵担当）
- ソップ型（全2巻）
- 西本英雄のマガジン調査隊（仮）『もう、しませんから。』（全14巻）
- 元祖ユルヴァちゃん（全3巻）
- サバンナのトラさん（全1巻）
- 読者専用検索エンジン ちょっと盛りました。（全4巻）
- そろそろ家の話をしましょう。（全2巻）

### エンドカード
- さよなら絶望先生（第4話エンドカード）（久米田康治原作、新房昭之監督、さよなら絶望先生製作委員会、2007年）
- ダイヤのA（第32話、第33話エンドカード）（寺嶋裕二原作、増原光幸監督、2014年）

### その他
- セイント★セイジのうた（プレイステーション2用音楽ゲーム「pop'n music 13 カーニバル」）

作詞・作曲から歌唱まで全て自ら手がけている。またキャラクターデザインも西本がおこなっている。
- TBS・Jリーグ中継「浦和レッズ」vs「鹿島アントラーズ」（2005年、副音声でゲスト出演）
- テレビアニメ『涼風』（第8話、部員役としてアフレコ出演。なお、この回は原作者の瀬尾公治もアフレコ出演している）
- テレビアニメ『あかほり外道アワーらぶげ』（ラブフェロモン第10話、漫画家役でアフレコ出演。なお、この回は担当編集者である後藤記者（当時）と宮本記者（当時）もアフレコ出演している）
- 映画『Mr.インクレディブル』（吹き替え版において銀行強盗役でアフレコ出演）
- サンデー×マガジン 熱闘!ドリームナイン（ニンテンドーDS、キャラクターとして登場）
- 映画『蟹工船』（2009年、缶詰作りの工程のエキストラとして出演）
- トレンドマイクロ『ウイルスバスター2010』イメージキャラクター
- FUNKIST第6弾シングル『ft.（2010年4月28日発売）』（コーラスとして参加。真島ヒロもギターとして参加している。このバージョンはFAIRY TAIL EDITIONのシングルに収録されている。また、この縁で2011年2月に行われた『ブシロードカードゲームLIVE2011』に真島とともにスペシャルゲストとして参加している）
- ネクソン『メイプルストーリー』タイアップキャラクター（2011年12月27日から2012年1月18日まで）